# ولیکه لشچه
ولیکه لشچه (اسلوونیایی: Velike Lašče) یک زیستگاه انسانی در اسلوونی است که در Velike Lašče Municipality واقع شده‌است.

## خصوصیات
ولیکه لشچه ۶٫۰ کیلومترمربع مساحت و ۷۲۴ نفر جمعیت دارد و ۵۲۶٫۵ متر بالاتر از سطح دریا واقع شده‌است.

## نگارخانه

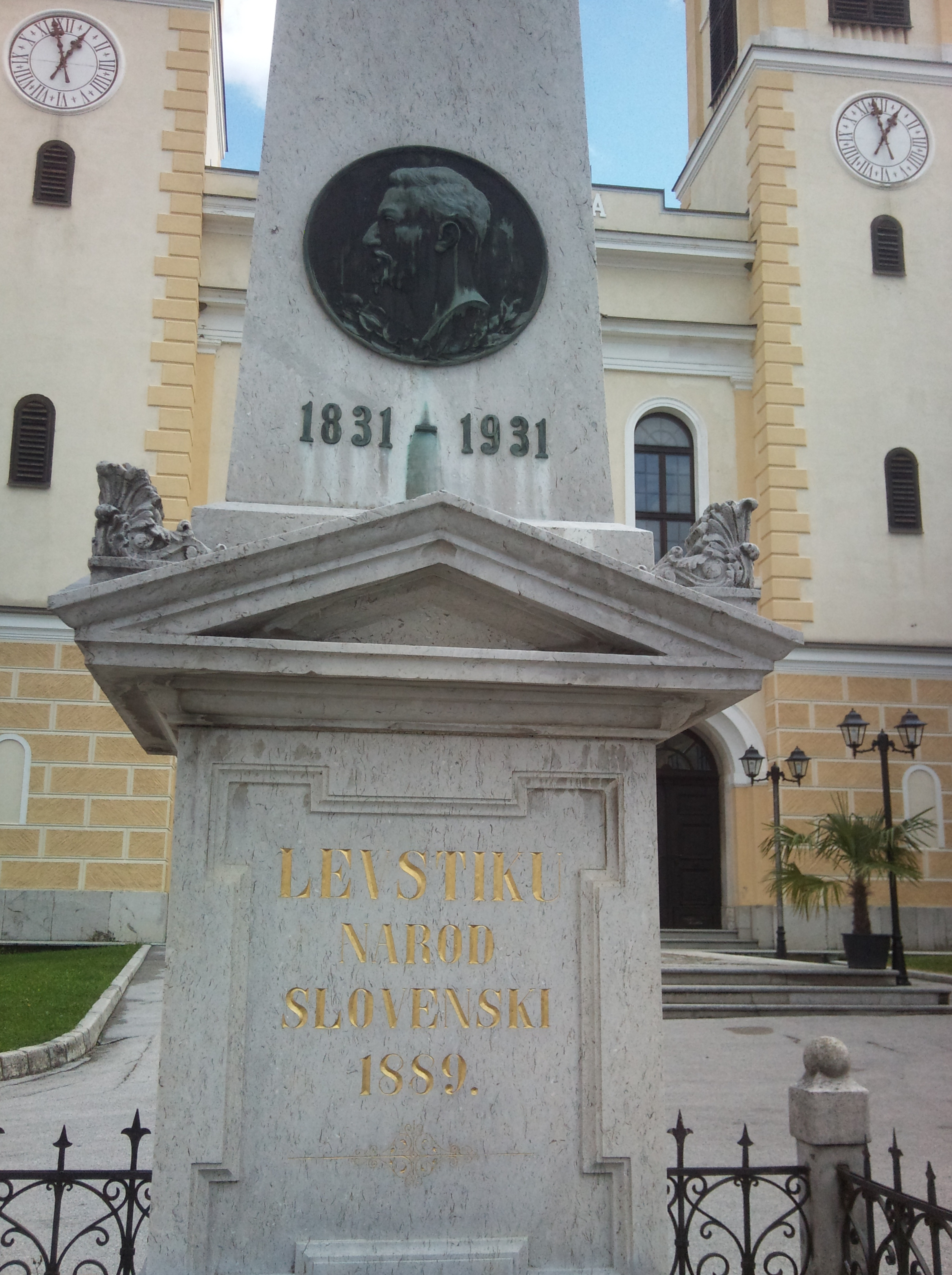